# Phyllodactylus angelensis
Phyllodactylus angelensis är en ödleart som beskrevs av  Dixon 1966. Phyllodactylus angelensis ingår i släktet Phyllodactylus och familjen geckoödlor. Inga underarter finns listade i Catalogue of Life.